# مدينة العرب (دبي)
مدينة العرب هي وجهة سكنية وتجارية وترفيهية بتكلفة 20 مليار دولار أمريكي  تقع عند بوابة دبي لاند في الإمارات العربية المتحدة. بعض أجزائها قيد الإنشاء.
عناصرها الأربعة الرئيسية هي مول العرب التي تُعتبر من أكبر مراكز التسوق في العالم، وآي إم جي عالم من المغامرات، ووادي ووك، ومجتمع الواجهة المائية المكون من 34 مبنى تجاري وسكني.
تُعتبر مدينة العرب مجمع مكتفي ذاتيًا حيث صُمم لتقليل استخدام السيارات، ويتم تخديمها عبر نظام خط أحادي خاص بها لنقل السكان والزائرين من وإلى محطة مترو دبي.

## المطورين
تملك "مجموعة إلياس ومصطفى كلداري" مدينة العرب، ويقود المشروع "إس إم سيد خليل" المدير التنفيذي لمجموعة إلياس ومصطفى كلداري.

## روابط خارجية
- مدينة العرب، الشرق الأوسط